# 足摺岬

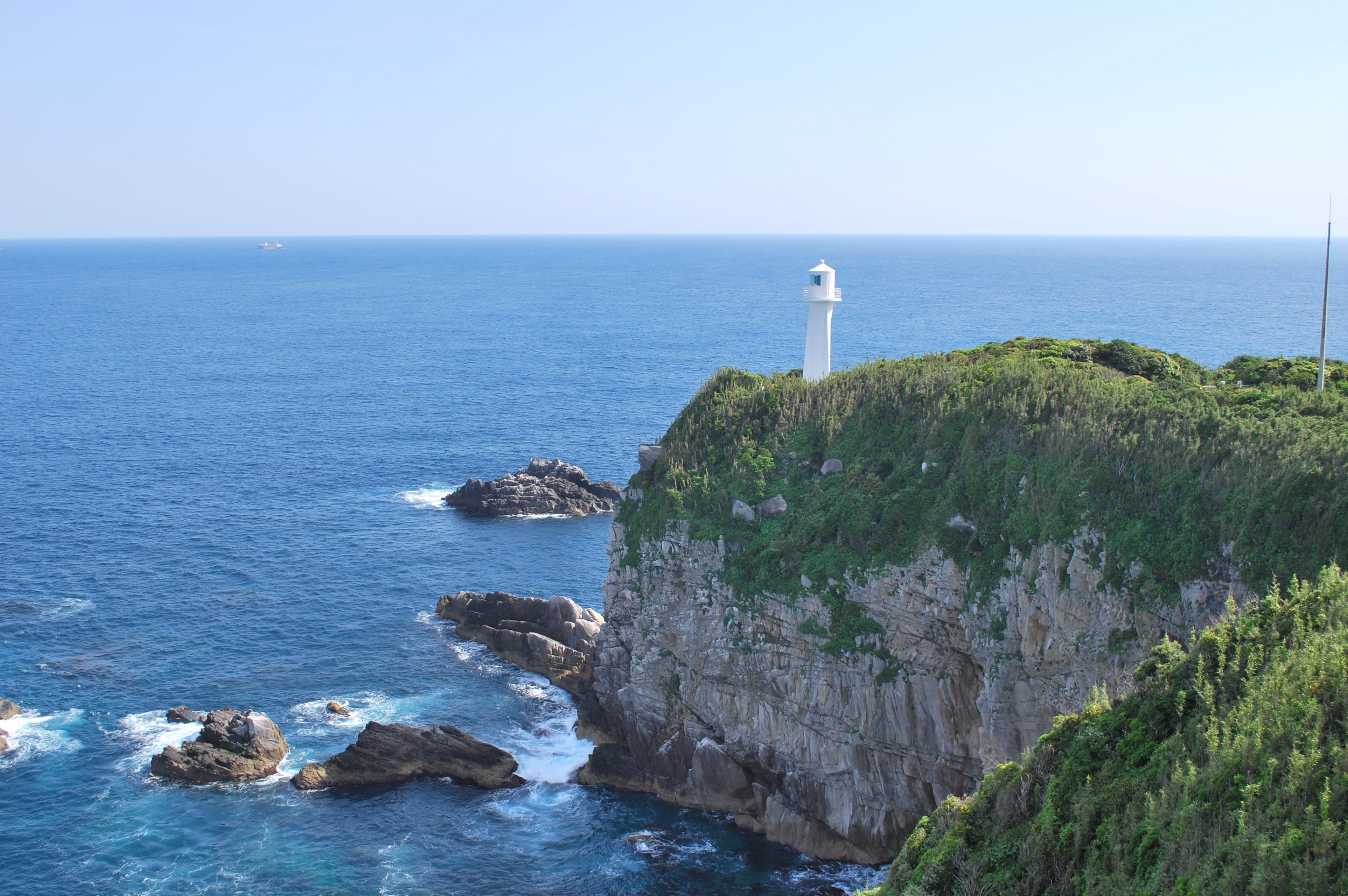

足摺岬（日语：／ Ashizurimisaki */?）是位於日本高知縣西南部土佐清水市的一處伸入太平洋的足摺半島先端的海岬,被劃入足摺宇和海國立公園。足摺岬被米其林指南列為二星級景點。足摺岬是高知縣最具代表性的觀光景點之一，也被用來作為特急列車的名稱。

## 外部連結
- （一社）土佐清水市観光協会公式HP （页面存档备份，存于）
- ジョン万次郎資料館 （页面存档备份，存于）
- 足摺岬　四国最南端 （页面存档备份，存于）

32°43′24″N 133°1′12″E / 32.72333°N 133.02000°E